# Bogs & Voigt

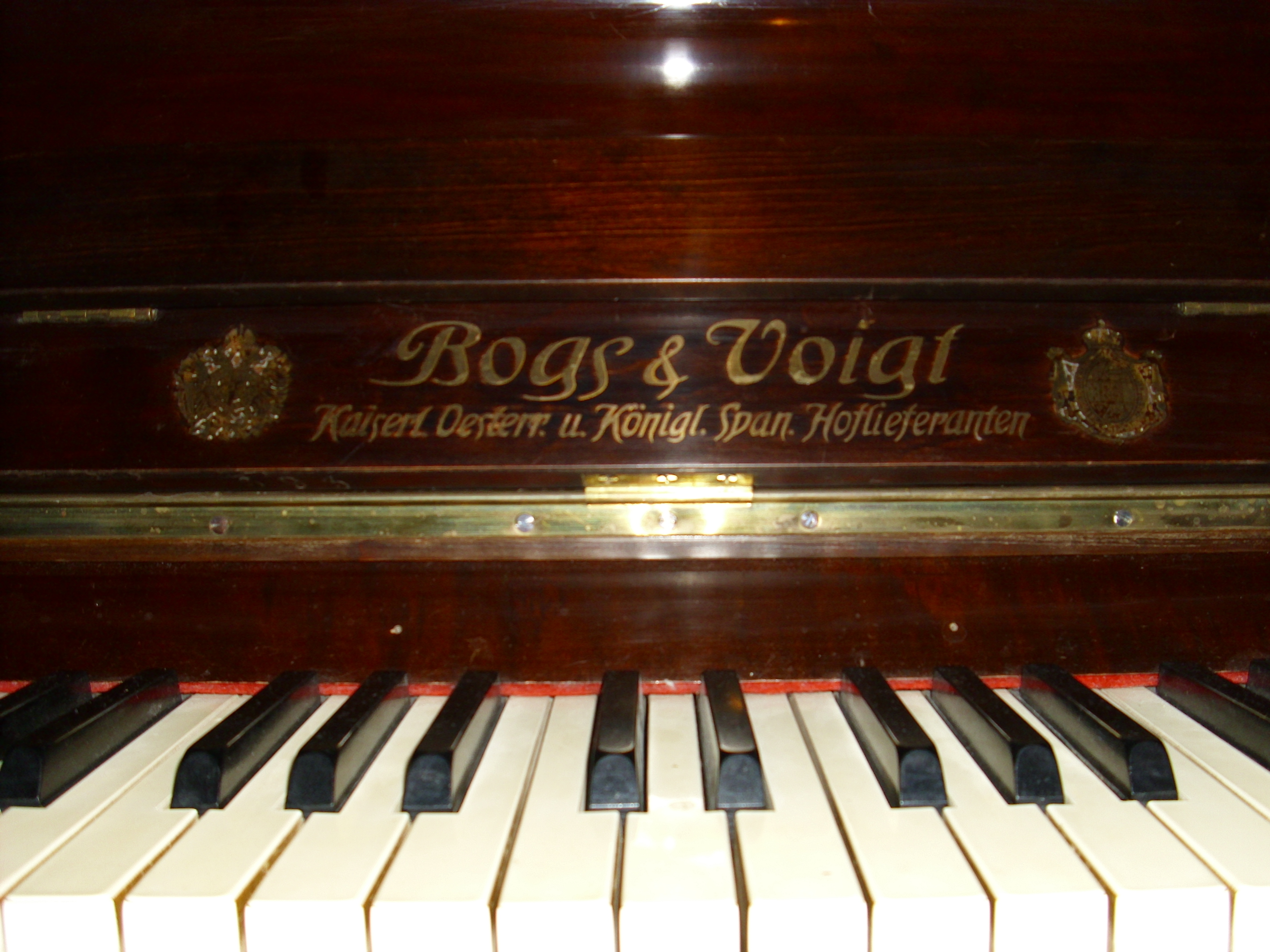
Klavier der Marke Bogs und Voigt

Die Firma Bogs & Voigt war ein im Jahr 1905 gegründeter Klavierhersteller in Berlin. 1939 wurde das Unternehmen geschlossen.

## Geschichte

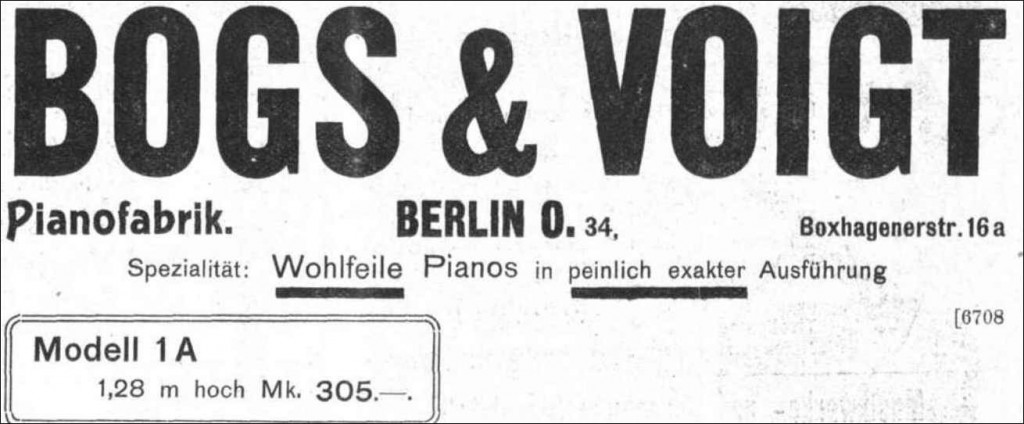
Bogs und Voigt Piano

Die Eigentümer Paul Richard Bogs (1871–1949) und Adolf Ernst Voigt erhielten einen kaiserlichen und königlichen Ernennungsbefehl und waren somit Hoflieferanten von Österreich-Ungarn und Spanien.
Voigt verließ das Unternehmen 1913, Bogs fuhr fort, bis das Unternehmen 1939 geschlossen wurde.
Das Unternehmen baute etwa 66.000 Instrumente. Die Fertigung befand sich in der Warschauer Straße 70 und der Boxhagener Straße 16a in Berlin.

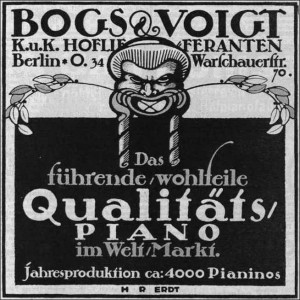
Bogs und Voigt Piano